# Eisenperiodatreagenz
Das Eisenperiodatreagenz ist ein Nachweisreagenz für Lithiumionen und findet in der qualitativen Analyse Anwendung. Für den Nachweis von Lithium wird das Reagenz frisch hergestellt, da die für den Nachweis wesentlichen Orthoperiodatoferrat(III)-Ionen nur in Lösung vorliegen.

## Darstellung und Zusammensetzung
Zur Herstellung der Reagenzlösung wird Kaliumiodat in einer verdünnten Kaliumhydroxidlösung gelöst und mit wässriger Eisen(III)-chloridlösung versetzt. Kaliumhydroxid wird hierbei im großen Überschuss und Eisen(III)-chlorid im Unterschuss eingesetzt. Die Lösung setzt sich damit aus Kaliumionen, Hydroxidionen, Orthoperiodationen, Chloridionen und geringen Mengen Orthoperiodatoferrat(III)-Ionen zusammen. In basischem Milieu addieren hierbei Hydroxidionen an Iodatanionen zu Periodatanionen, welche dann die Eisenkationen komplexieren.
{\displaystyle {\ce {KIO4 + 4KOH + FeCl3 -> K2[Fe(IO6)] + 3KCl + 2H2O}}}
Formal lässt sich Orthoperiodatoferrat(III) von der Orthoperiodsäure ableiten.

## Nachweis von Lithiumionen
In Anwesenheit von Lithiumionen in einer neutralen oder basischen Lösung fällt ein weißgelber Niederschlag mit einer unbestimmten Zusammensetzung aus:
{\displaystyle {\ce {K2[Fe(IO6)] + 2Li+ -> Li2[Fe(IO6)] v + 2K+}}}
Ähnliche Niederschläge können auch Ammoniumionen, divalente Metallkationen und hohe Konzentrationen von Natriumionen beim Erhitzen der Lösung ergeben.